# Jämtlands Flyg
Jämtlands Flyg AB var ett svenskt flygföretag, flög med bas i Östersund sedan det grundades 1954 av Gunnar "Spökis" Andersson.
Jämtlands Flyg AB var ett familjeföretag som bedrev endast helikoptertrafik. Företaget var medlem i Helikopterföretagens Riksförbund och Svenska Flygföretagares Riksförbund.
Från 2011 till dess avvecklande 2019 var Jämtlands Flyg Kunglig hovleverantör av helikoptertjänster.

## Historik
Från början drev företaget, som då hette Jämtlands Aero,  bland annat fiskeflyg till egna läger i fjällen, samt fjällflygskola, fjällräddning och taxi- och fiskeflyg. I början användes enbart sjöflygplan, och från 1963 flögs också helikoptrar. Fiskelägren såldes senare till samebyarna och sjöflygplanen avyttrades till förmån för enbart helikoptrar.
Företaget avvecklades i mars 2019.

## Uppdrag i urval
- Kraftledningsinspektion
- Skogsbrandsbekämpning genom vattenbombning
- Rensamling åt samebyar
- Taxiflygning åt sportfisketurister, ripjägare och andra passagerare
- Lyftjobb (från baskerlyft av grus och betong, timmer, byggnadsmaterial och precisionsjobb vid montering av skidliftar och master), foto- och filmningsuppdrag
- Fallskärmshoppning
- Viltinventering och -märkning
- Kartering

## Helikopterflotta
Jämtlands Flyg AB använde sex-sju helikoptrar anpassade efter säsong och uppdrag.

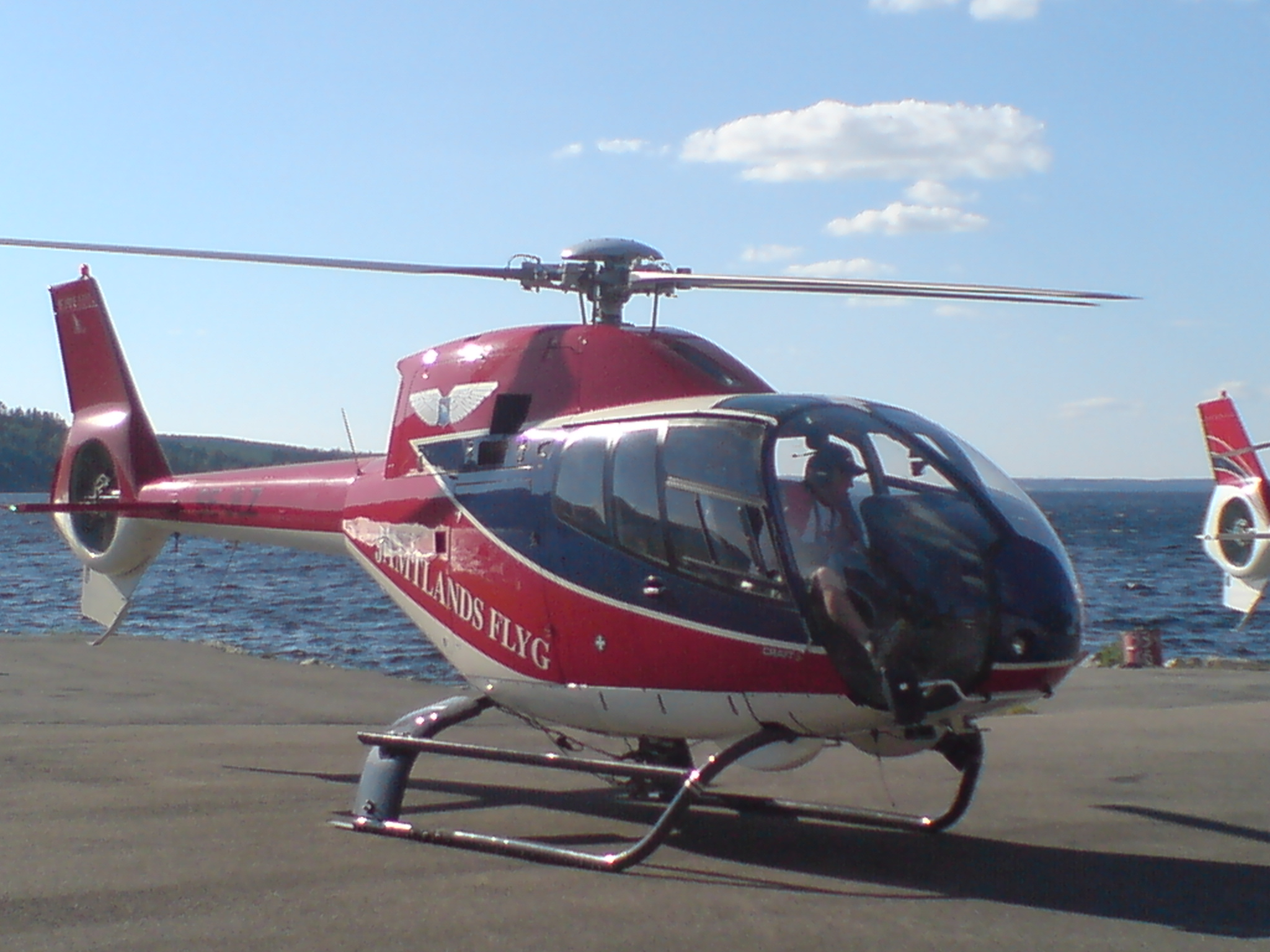
SE-JLZ (EC120B "Colibri") från Jämtlands Flyg AB på huvudbasen i Göviken i Östersund

| Helikoptertyp                 | Antal | Registrering           | Seats | Hängande last |
| ----------------------------- | ----- | ---------------------- | ----- | ------------- |
| Eurocopter AS 350B2 "Ekorre"  | 1 st  | SE-JGZ                 | 6-7   | 1160 kg       |
| Eurocopter EC 120 B "Colibri" | 3 st  | SE-JHZ, SE-JLZ, SE-JOZ | 5     | 550 kg        |
| Robinson R44 "Raven" II       | 2 st  | SE-JJZ, SE-JLM         | 4     | 300 kg        |

## Tekniskt underhåll
Jämtlands Flyg AB hade sedan 2010 en egen underhållsorganisation, ett EASA (europeiskt) verkstadstillstånd, så kallat PART-145-tillstånd, och eget PART-M. Underhåll skedde i egna hangaren på Göviken Heliport i Östersund.

## Baser
Baser med helikopterlandningsplats/heliport och hangarer fanns på följande platser:
| Heliport/Bas | Ort                    | Beskrivning              | Koordinater                                   |
| ------------ | ---------------------- | ------------------------ | --------------------------------------------- |
| Göviken      | Östersund, Jämtland    | Hangar, kontor & service | 63°11′33″N 14°37′53″Ö / 63.19250°N 14.63139°Ö |
| Ljusnedal    | Funäsdalen, Härjedalen | Hangar                   | 62°31′24″N 12°35′27″Ö / 62.52333°N 12.59083°Ö |